# Unisistem Grup
Unisistem Grup este un grup format din companiile Unisistem Construct și Liv International, cu activități de distribuție a materialelor de construcții pe sectorul amenajări și finisaje.
Grupul deține spații de producție, depozite și centre logistice în București . 
Grupul distribuie la nivel național sisteme gips-carton și plafoane casetate, produse prăfoase (ciment, var, ipsos, adezivi, tencuieli, tinciuri, gleturi), vopseluri, produse fibrolemnoase (plăci OSB, parchet laminat), termo-fono-hidro izolații și sisteme de amenajări pentru case.
Compania Unisistem Construct, înființată în 1997, este deținută de familia Stoicea și de un acționar minoritar olandez și distribuie gips-carton produs de grupul german Knauf. Compania Liv International, înființată in 1994, este deținută în întregime de familia Stoicea, fiind unul dintre principalii furnizori de materiale pentru amenajări și finisaje de pe piața bucureșteană. 
În primăvara anului 2010, grupul a lansat un nou concept de depozite, sub brandul Liv Express, caracterizate printr-un plasament facil (zone semicentrale), rapiditate și promptitudine în livrări. Liv Express se adresează în special constructorilor și meseriașilor (gipsari, faianțari, vopsitori, electricieni, zidari), dar și persoanelor fizice. "Produse profi pentru meseriași" este motto-ul ce descrie perfect tipul materialelor comercializate și clienții - țintă ai campaniei grupului.  
Logistica proprie foarte bine pusă la punct, printr-o rețea de mașini de livrare adecvate și utilaje profesioniste de încărcare și descărcare mecanizată, face ca Unisistem Grup să ocupe un loc central în distribuția și desfacerea produselor de amenajări și finisaje de pe piața Bucureștiului. În urma unei susținute campanii publicitare în perioada 2005 - 2009, Unisistem Grup s-a impus pe piața bucureșteană drept principalul furnizor pe segmentul de amenajări și finisaje. Sloganurile "primul nume în gips-carton" sau "prompți întotdeauna" s-au întipărit în memoria bucureștenilor, precum și popularele prelate roșii ale vehiculelor ce străbat șoselele țării în lung și-n lat.
Anul 2009 a însemnat și diversificarea activităților grupului, prin inaugurarea unor linii de producție destinate în special exporturilor, dar și piețelor interne. De asemenea, Unisistem Grup a pătruns și pe piața mutărilor și relocărilor, fiind deja unul din principalii actori pe piața acestor servicii logistice destinate atât persoanelor fizice (case, apartamente), cât și persoanelor juridice (sedii sociale, clădiri de birouri, depozite, spații comerciale etc). O altă piață pe care Unisistem Grup activează este cea a livrărilor și montajelor de aparatură pentru climatizare (aparate aer condiționat), o activitate sezonieră (primăvară - vară).     
Conducerea executivă a Unisistem Grup este asigurată de echipa Victor Stoicea - Dan Florian Stoicea, managerii generali ai celor două companii, tată și fiu, ambii cu o vastă experiență în domeniile în care activează societățile lor.    
Cifra de afaceri în 2007: 11 milioane euro